# Ташки
Ташки (укр. Ташки) — село в Шепетівському районе Хмельницкой области Украины.
Население по переписи 2001 года составляло 231 человек. Почтовый индекс — 30014. Телефонный код — 3842. Занимает площадь 0,65 км². Код КОАТУУ — 6823989203.

## Местный совет
30014, Хмельницкая обл., Шепетівський р-н, с. Цветоха